# Real Club Victoria
El Real Club Victoria es una entidad social lúdico-deportiva de Las Palmas de Gran Canaria, España, destacada especialmente por sus actividades acuáticas. Fundado en 1909 como un club para la práctica del fútbol bajo el nombre de Club Victoria y formalizado después como Sporting Victoria, pronto adquirió un carácter multideportivo. El club continuó sus actividades incluso después de la desaparición de su sección fundacional balompédica en el año 1949, para formar,  junto a otros clubes la Unión Deportiva Las Palmas.
Pese a la erradicación del equipo de fútbol profesional, actualmente posee equipos de formación y fútbol base.

## Escudo
En forro de pergamino de sable, seis palos, al natural, puestos en jefe, en punta, las iniciales “C V”, al natural, entrelazadas, y timbre corona real cerrada, igualmente al natural.

## Uniforme
Uniforme titular: Camiseta blanca con rayas negras, pantalón negro, medias negras.
Este uniforme fue tomado del Newcastle United, contra el que disputaron un encuentro. Como el Club no tenía uniforme se tomaron los colores de aquel equipo dada la relación que existía y gracias a Pepe Gonçalvez, quien vivió en la ciudad de Newcastle en su juventud. Este fue el primer equipaje oficial del Real Club Victoria. En 1994, coincidiendo con el centenario de la muerte de Gonçalvez, se produjo el hermanamiento con el Newcastle United Football Club. Se puede observar más arriba el diseño de la camiseta, el pantalón y las medias.
En la temporada 2010-2011, la Unión Deportiva Las Palmas, utilizó como segundo equipaje el uniforme del Victoria, en conmemoración al centenario de uno de sus clubes fundadores.

## Historia
Resulta imposible determinar la fecha exacta de nacimiento del Real club Victoria debido a la carencia de documentos fidedignos. 
Algunos cronistas de la época reseñaron en 1907 que en el Puerto de la Luz existía un equipo de fútbol con el nombre de Victoria y cuyos integrantes jugaban a fútbol en solares reuniendose en los zaguanes. En 1910 Pepe Gonçalves y un grupo de amigos, entre los que se encontraban, Pepe Prada, Pancho Jorge y Agustín Domínguez fundan el Victoria.
El 8 de julio de 1914 se constituye una comisión gestora formada por D. Alejandro Grau-Bassas, D. Eugenio Fernández, D. Francisco Jorge, D. Francisco Melián, D. Enrique Rancel, D. Jorge Rancel, D. José Navarro y D. Antonio Hernández que redacta los primeros estatutos y reglamentos de la sociedad con el nombre de Sporting Club Victoria. Estos estatutos tenían como fin facilitar a sus socios “toda clase de juego lícitos y de sport, especialmente el foot-ball” y el compromiso social para creación de una escuela nocturna para los pobres del barrio. 
El día 5 de febrero de 1923 se elige presidente de Honor del Sporting Club Victoria a Su Majestad Alfonso XIII, dando lugar al nombre actual de “Real Club Victoria”, denominación bajo la cual se constituye una asociación deportiva, cultural y de recreo, sin ánimo de lucro, con personalidad jurídica propia y plena capacidad de obrar. 
El 22 de agosto de 1949 los equipos de la ciudad de Las Palmas de Gran Canaria: el Club Deportivo Gran Canaria, el Atlético Club, el Arenas Club, el Real Club Victoria y el Marino Club de Fútbol acordaron la creación de la Unión Deportiva Las Palmas. Para esta histórica gesta los victoristas contribuyeron con la aportación de diez jugadores (Montes, Víctor, Castañares, Yayo, Manolín, Tacoronte, Peña, Vieira, Oramas e Ignacio), las botas, los balones y su entrenador D.  Luis Valle.
En 1994, coincidiendo con el centenario del nacimiento de Pepe Gonçalves se produce el hermanamiento con el Newcastle United Football Club. 
Muchos victoristas han dejado huella en la historia centenaria. Mr. Speth, ingeniero naval alemán encargado de la construcción de Muelle Grande, presidente del club y socio de honor logró dar empleo a muchos de los jugadores. Vicente López Socas, farmacéutico, colaboró con las aportaciones de medicamentos. Aurelio Montenegro Riobó adquirió el solar en el que se construyó la sede en el paseo de la playa de Las Canteras inaugurada el día 28 de diciembre de 1954 por Virgilio Suárez, presidente del club. Juan Armas Martín, que finales del siglo XX inició las obras de ampliación y Antonio Padrón González y Francisco Medina Montenegro, artífices de las últimas remodelaciones. 
En sus más de cien años de historia el Real Club Victoria ha recibido numerosas distinciones y reconocimientos como la Medalla de Oro de Canarias, el Can de Plata del Cabildo de Gran Canaria, la Insignia de Oro y Brillantes de la Unión Deportiva Las Palmas, el Castillo de la Luz de Oro, Insignia de Oro del Real Club Náutico de Gran Canaria, la Granada de Oro de San Juan de Dios y el Premio Fundación Puertos de Las Palmas a su labor sociocultural.

## Equipo defoot-ball
Es reconocido por el propio club la dificultad de concretar una fecha fundacional. Hay constancia de que en el puerto de la luz ya jugaban un grupo de jóvenes que se hacían llamar "Victoria" en 1907, agrupados por Pepe Gonçalvez. El 8 de julio de 1914 una comisión gestionó la redacción de los estatutos del Club y el reglamento de constitución del nuevo "Sporting Club Victoria". Este nombre es en honor a la Reina Victoria de Inglaterra. Esto se debe a que Gonçalvez fue enviado a Inglaterra a estudiar durante su juventud y vivió en Newcastle, donde el equipo local tenía una gran fama a nivel nacional (en Inglaterra), el Newcastle United Football Club. A su vuelta a Gran Canaria, Gonçalvez trajo consigo los reglamentos y demás avatares del fútbol. Fue uno de los grandes impulsores del fútbol en Canarias. El 5 de febrero de 1923 S. M. el Rey Alfonso XIII aceptó el nombramiento de Presidente de Honor del Club y por Real Cédula se le otorgó el título de Real, como queda reflejada en la corona que luce en el escudo y en el nombre de Real Club. Asimismo, con fecha 14 de marzo de 1973, el entonces Príncipe de España, posteriormente Rey, Juan Carlos I, fue nombrado Presidente de Honor de este Real Club.

### Primeros encuentros
El Real Club destacó desde sus inicios, quedando durante más de un año imbatido ante cualquier contrincante a partir de sus partidas en 1911.

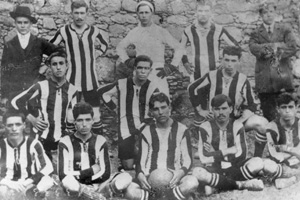
Primer equipo del Real Club Victoria en 1910.

Uno de los primeros encuentros que se jugaron fue el del Real Club, por entonces Sporting Club, contra Telegrafistas de Melenara, el cual lo componían principalmente ingleses, en el año 1911. El resultado final fue de cuatro goles a cero, ganando el equipo Victorista. La colonia inglesa de la isla propuso al Victoria una revancha que se disputaría el 1° de enero de 1912.
En el año 1912 el Victoria viajó a Tenerife para jugar por primera vez contra el Sporting Tenerife, el actual Club Deportivo Tenerife. En aquel encuentro ganó el Victoria por un tanto anotado por Pepe Gonçalvez de cabeza tras un saque de esquina. El Victoria fue además el primer equipo en viajar a la península para disputar encuentros en Valencia, Castellón, Barcelona, Zaragoza y Madrid. En Barcelona algunos futbolistas canarios recibieron ofertas de equipos catalanes, entre los pocos que aceptaron se encontraban Oramas y "El Sueco", quien fue el primer futbolista canario en formar parte de la Selección Española de Fútbol.

### Futbolistas destacados
Algunos de los futbolistas destacados del club fueron:
- José Padrón
- Alfonso Silva Placeres
- Francisco Jorge
- Timini
- Miguel González "el palmero"
- José Pérez "el chorro"
- Hilario Marrero

### La rivalidad con el Marino F.C.
Existía una intensa rivalidad entre el Marino F.C. y el Real Club Victoria. La afición futbolística grancanaria permanecía dividida entre ambos equipos. Es desde la construcción del estadio del Marino F.C. hasta 1949 cuando se va a ir describiendo una historia de grandes choques que colapsaría a la capital grancanaria cada vez que un enfrentamiento entre el Marino y el Victoria acontecía.
El primer encuentro entre los dos grandes del fútbol grancanario se disputó a principios del año 1912.
Las plantillas fueron las siguientes:
- Marino F.C.: José "Pechito de Oro" Santana, Agustín Jiménez; Juan Rodríguez, Eliseo Ojeda; León García, Miguel Rosa, Francisco González; Francisco Sánchez, Fabián Curbelo, José Cabrera, Pedro Curbelo y Matías Miranda.
- Sporting Victoria: Francisco Rivero; Pancho Jorge, Pepe Prada; Manuel García, Antonio Godoy, Florencio Antúnez; Rafael García (Truta), Pepe Gonçalvez, Juan Marrero y Pancho Santana.

Durante el partido, el Victoria acosó constantemente la portería del Marino, pero fue en un momento en el que todos los jugadores del Victoria estaban volcados en la portería contraria, cuando Matías Miranda marcó el único gol del partido tras recoger un rechace.

## Fundación de la Unión Deportiva Las Palmas
En el año 1949, varios equipos de la ciudad de Las Palmas de Gran Canaria se fusionaron. En principio fueron solamente el Club Deportivo Gran Canaria, el Atlético Club y el Arenas Club. Posteriormente se incorporaron a la fusión el Real Club Victoria y el Marino Fútbol Club. Finalmente la Unión Deportiva Las Palmas se fundó el 22 de agosto de 1949. Fueron varios los jugadores que se incorporaron desde el Victoria a la Unión Deportiva Las Palmas.

## Clubes hermanados
- Newcastle United Football Club,  Inglaterra